# Uta nolascensis
Espèce
Statut de conservation UICN

 LC  : Préoccupation mineure
Uta nolascensis est une espèce de sauriens de la famille des Phrynosomatidae.

## Répartition
Cette espèce est endémique de l'île San Pedro Nolasco dans le Sonora au Mexique.

## Étymologie
Son nom d'espèce, composé de nolasc et du suffixe latin -ensis, « qui vit dans, qui habite », lui a été donné en référence au lieu de sa découverte, l'île San Pedro Nolasco.

## Publication originale
- Van Denburgh & Slevin, 1921 : Preliminary diagnoses of more new species of reptiles from islands in the gulf of California, Mexico. Proceedings of the California Academy of Sciences, ser. 4, vol. 11, no 17, p. 395-398 (texte intégral).